# China Tourism Group
China Tourism Group или CTG («Китайская туристическая группа», полное название — China Tourism Group Corporation Limited), ранее известна как China Travel Service Holdings и China National Travel Service Group — китайский государственный многопрофильный холдинг, основные интересы которого сконцентрированы в сфере выездного, внутреннего и делового туризма, морских круизов, инвестиций, финансовых услуг, розничной торговли (магазины беспошлинной торговли), транспортных услуг, гостиничного бизнеса и недвижимости. Ежегодно CTG принимает более 50 млн туристов. По состоянию на конец 2022 года в состав группы входило 655 дочерних компаний.

## История
В 1927 году Shanghai Commercial & Savings Bank основал в Шанхае China Travel Service (CTS) — первое туристическое агентство в Китае. В 1928 году China Travel Service открыла филиал в Гонконге. В 1949 году Shanghai Commercial & Savings Bank перебрался на Тайвань и вышел из своего туристического бизнеса. В том же году в Сямэне было основано Overseas Chinese Service Agency — первое туристическое агентство в КНР, которое специализировалось на обслуживании хуацяо. В 1954 году были основаны China International Travel Service и China Travel Service (Hong Kong) Limited.
В 1957 году была основана компания Overseas Chinese Travel Service, которая с 1974 года стала работать под брендом China Travel Service. В 1984 году была основана China Duty Free Group Co. Ltd. (CDFG). В 1985 году на базе China Travel Service (Hong Kong) Limited была основана China Travel Service (Holdings) Hong Kong Limited. Кроме того, в 1985 году была создана China Travel Tours Transportation Services Hong Kong Limited (CTS Bus). В 1990 году на базе China Travel Service была создана China Travel Service (Group) Corporation. В июле 1992 года была основана China Travel International Investment (Hong Kong) Limited, которая в ноябре 1992 года вышла на Гонконгскую фондовую биржу.
В 1994 году China Travel Service (Holdings) Hong Kong Limited и OCT Group открыли в Шэньчжэне первую очередь тематического парка Window of the World. В 2004 году China International Travel Service и China Duty Free Group были объединены и реорганизованы в China International Travel Service Group Corporation. В 2005 году в результате слияния с China Merchants Tourism Corporation, входящей в China Merchants Group, была создана China National Travel Service (HK) Group Corporation, которая работала вместе с China Travel Service (Holdings) Hong Kong Limited под лозунгом «Два бренда, одна команда».
В 2007 году China Travel Service (Group) Corporation официально объединилась с China National Travel Service (HK) Group Corporation. В 2009 году China International Travel Service Co. Ltd. вышла на Шанхайскую фондовую биржу. В мае 2010 года была основана компания CTG Duty Free Investment Development Co. Ltd., которая развивает сеть торговых центров и отвечает за зарубежные инвестиции CTG Duty Free. В августе 2015 года China CTS Hotel поглотила Kew Green Hotels — вторую по величине компанию по управлению отелями в Великобритании. Кроме того, в 2015 году было основано круизное подразделение CTG Cruises. В 2016 году China National Travel Service (HK) Group Corporation и China International Travel Service Group Corporation провели реорганизацию и создали China Tourism Group Corporation (CTG).

Отель Grand Metropark в Сиане
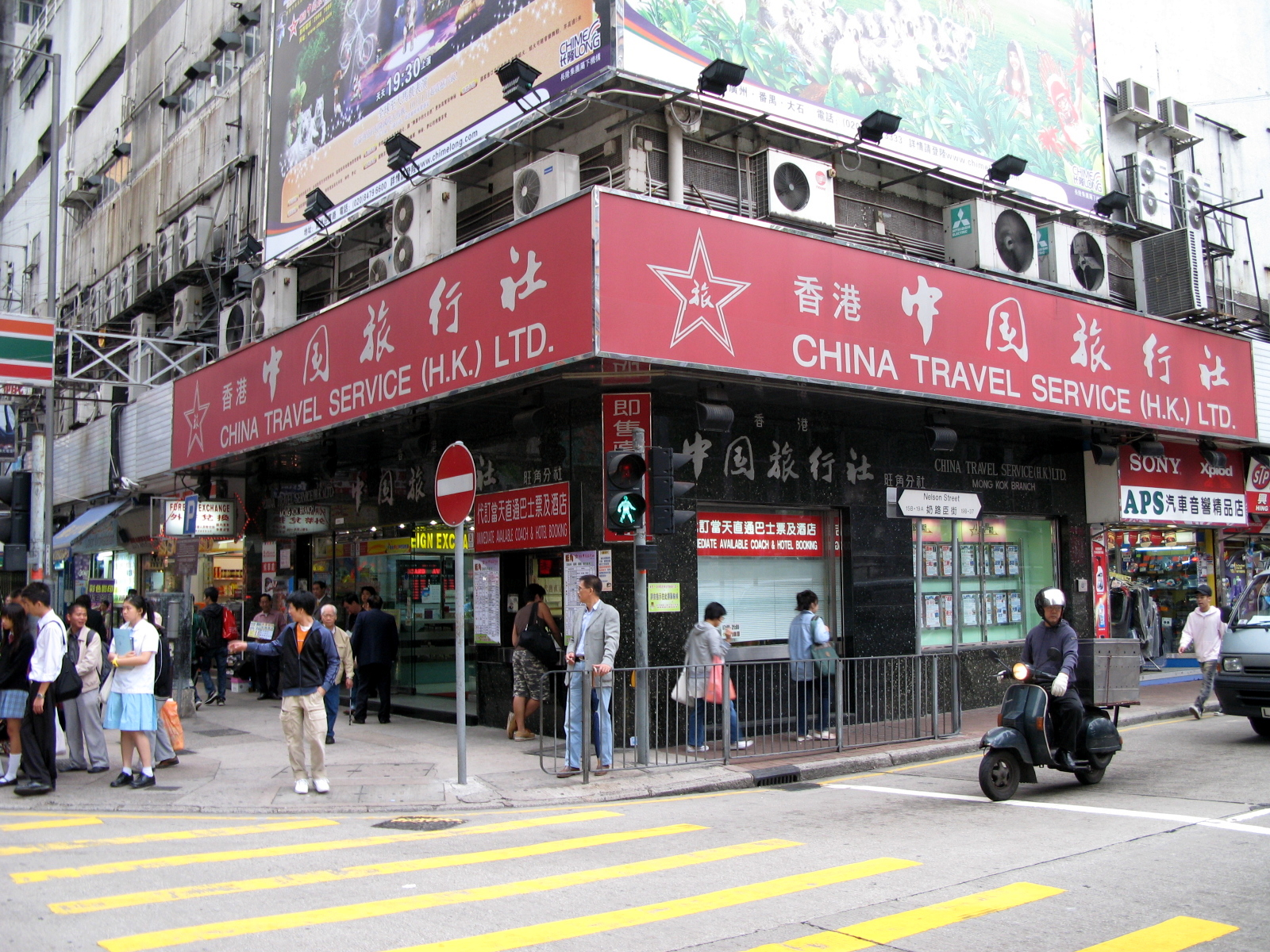
Офис China Travel Service в Гонконге
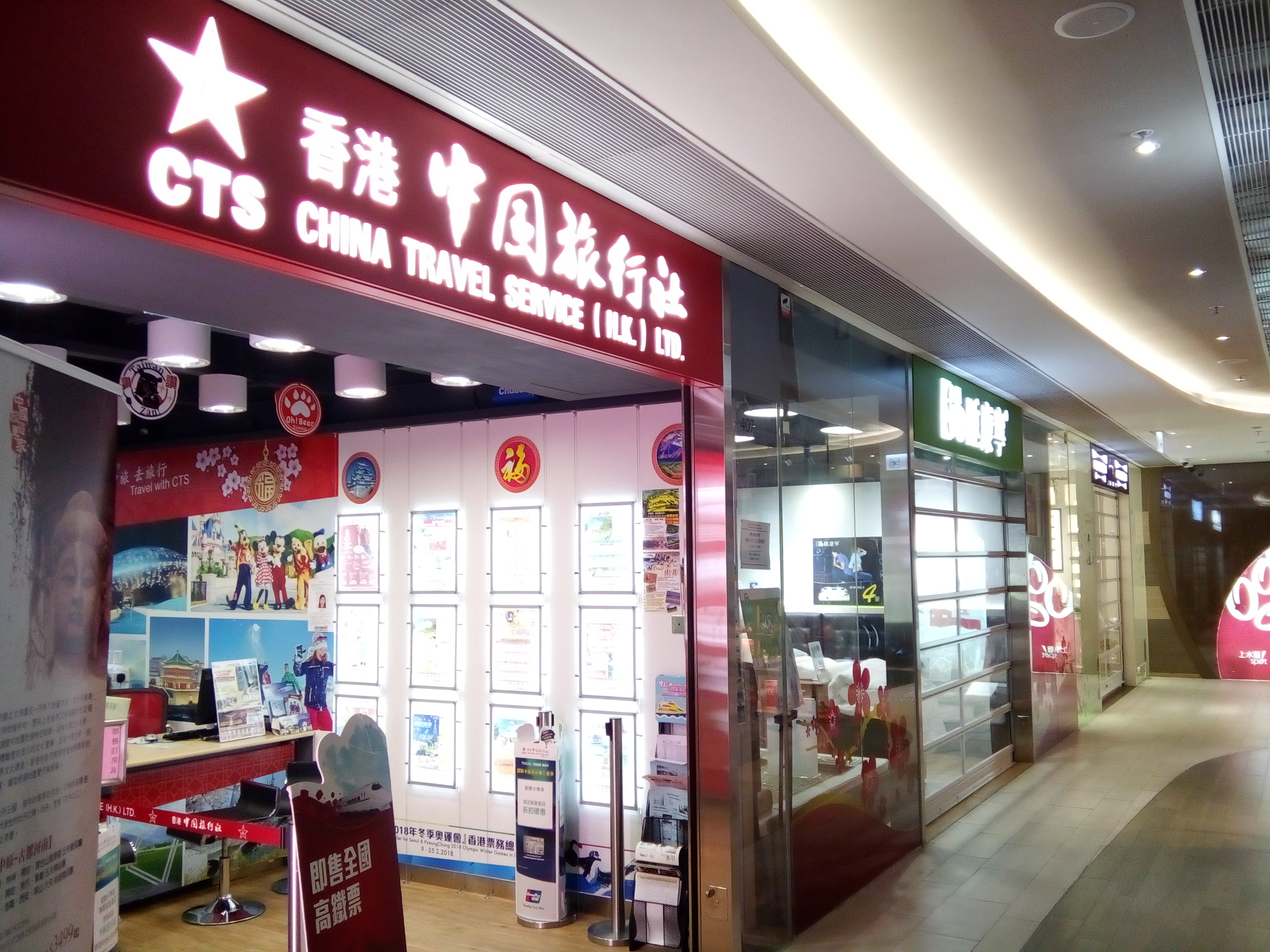
Офис China Travel Service в Гонконге
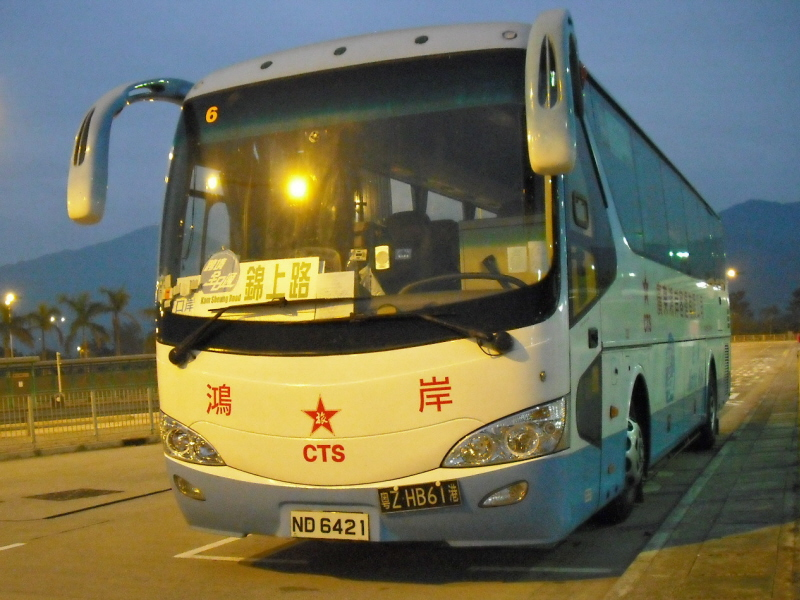
Туристический автобус China Travel Service

В 2017 году по решению SASAC China Tourism Group Corporation (CTG) завершила реструктуризацию и изменила название на China Tourism Group Co. Ltd. В том же 2017 году автотранспортные компании China Travel Service Automobile Co. Ltd. и Beijing Tianma Travel Automobile Co. Ltd. объединились в группу CTG Automobile. В октябре 2018 года в результате реорганизации China Travel Service Co. Ltd. и China International Travel Service Co. Ltd. была основана China Tourism Group Travel Service Co. Ltd. (CTG Travel). Кроме того, в 2018 году операционные штаб-квартиры China Tourism Group и China Duty Free Group были перенесены в Хайкоу. В мае 2020 года China CTS Hotel Group Co. Ltd. была переименована в CTG Hotel Holdings Corporation Limited (CTG Hotels & Resorts). В июле 2021 года была основана компания CTG Lugu Lake Tourism Development (совместное предприятие China Travel International Investment Hong Kong Limited и властей города Лицзян), которая занялась развитием туристической зоны вокруг озера Лугуху. В феврале 2022 года China Tourism Group стала основным туристическим оператором Зимних Олимпийских игр. 
В августе 2022 года CTG Duty Free провела IPO на Гонконгской фондовой бирже. В сентябре 2022 года China Tourism Group Financial Services Co. Ltd. была реструктуризирована и переименована в CTG Development Corporation Limited. В октябре 2022 года CTG Duty Free и Swire Properties создали совместное предприятие для развития торгового центра беспошлинной торговли в Санье.

## Деятельность

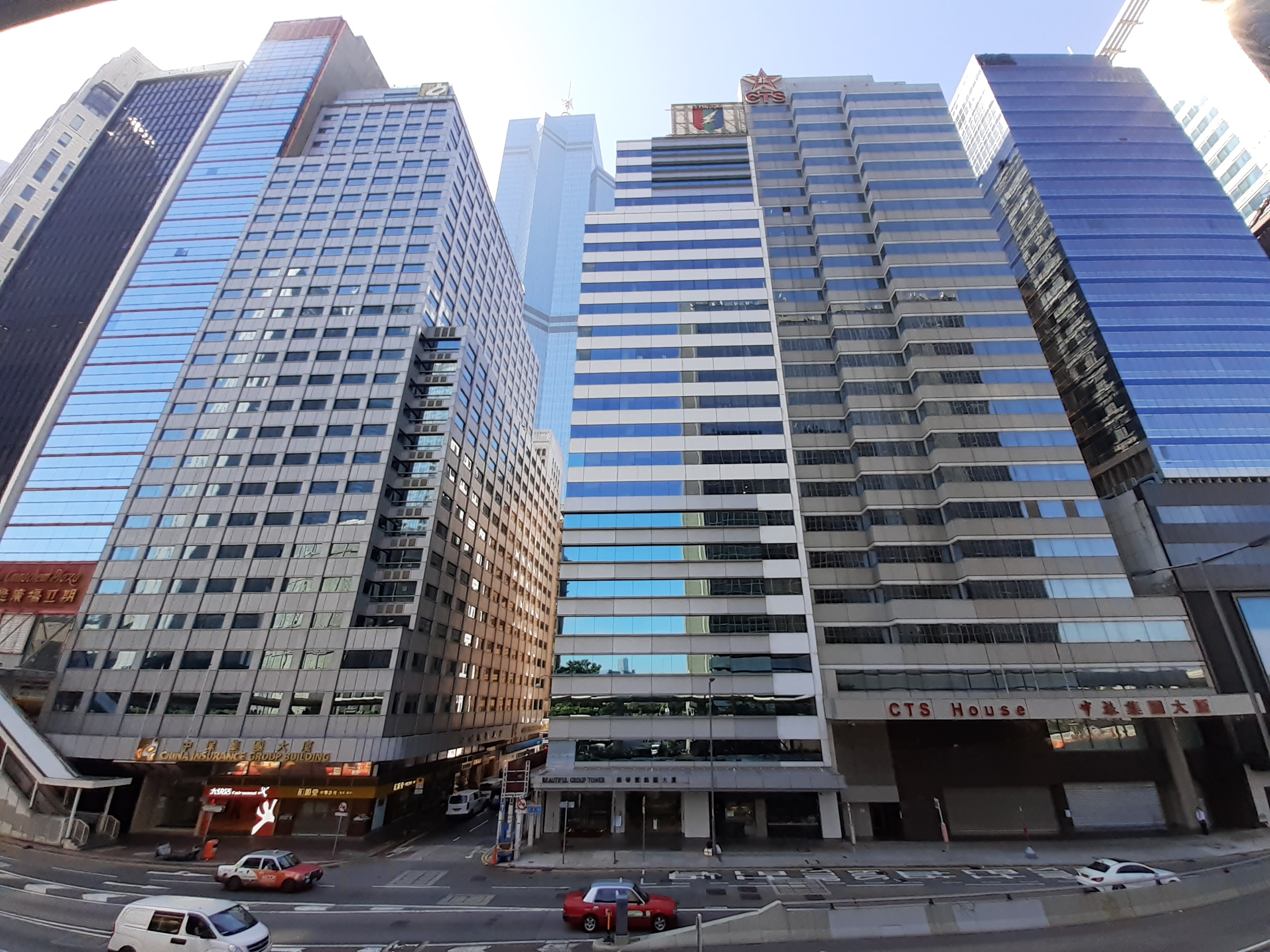
CTG House — гонконгская штаб-квартира группы

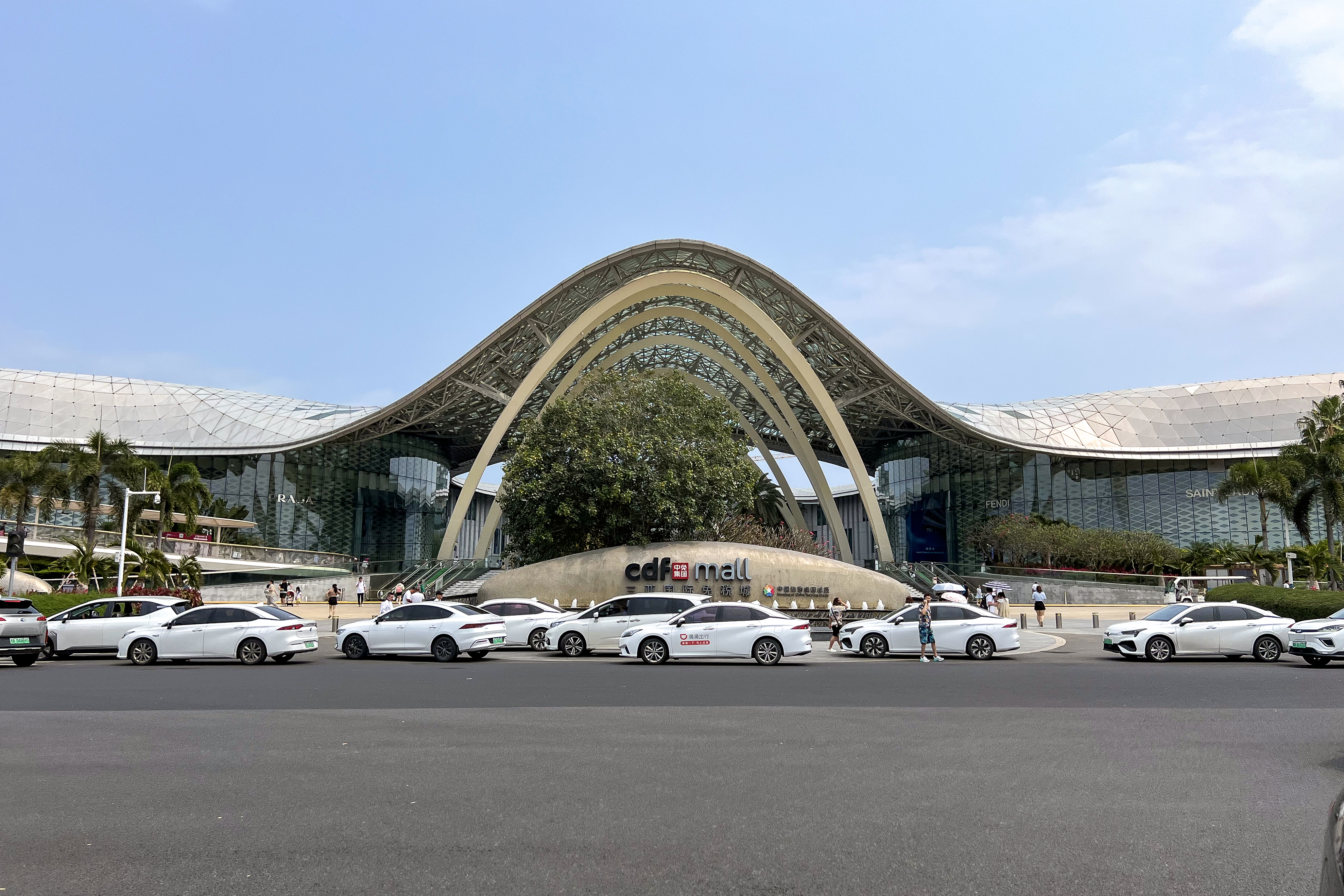
CDF Mall в Санья

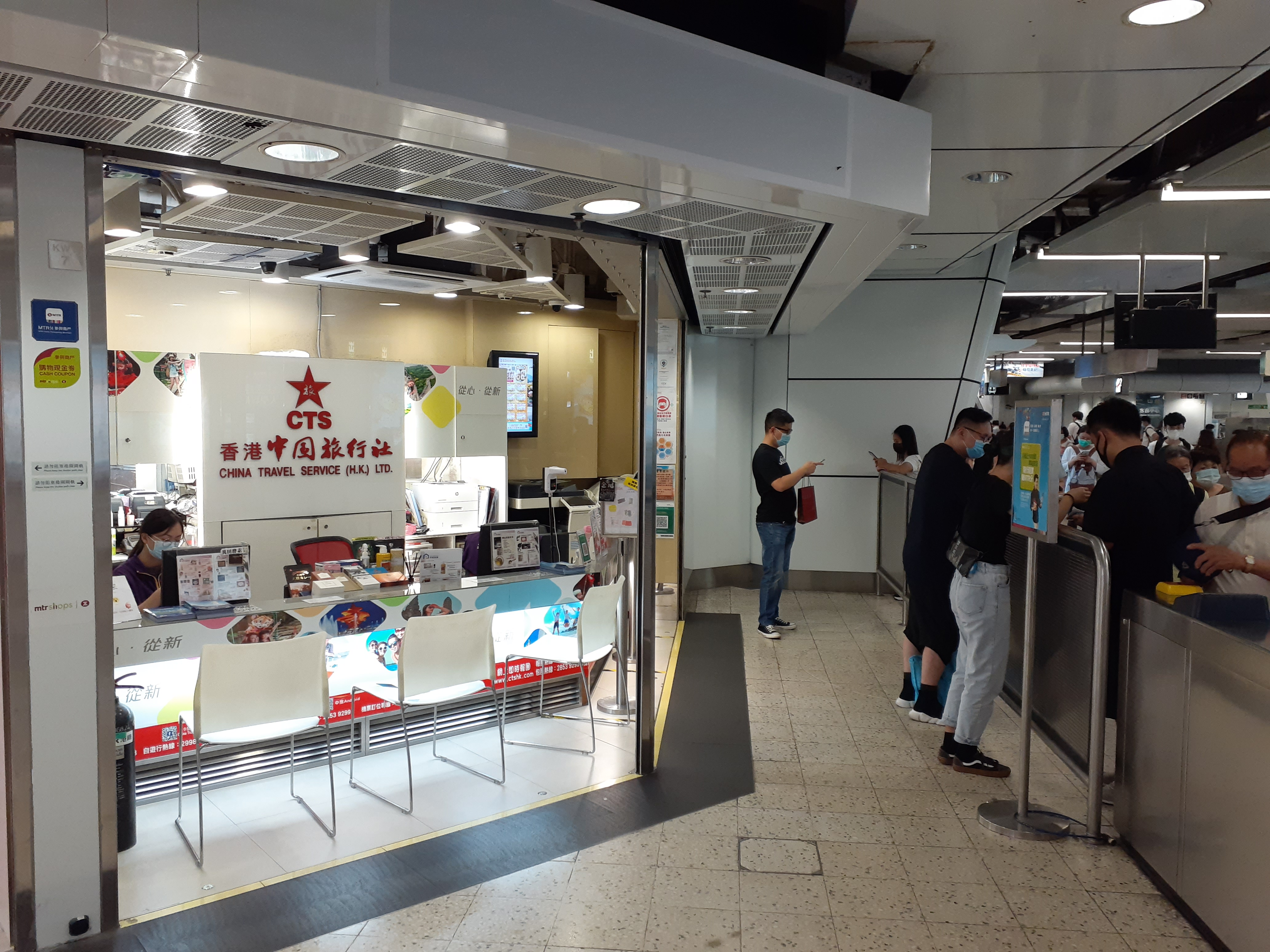
Офис China Travel Service в Гонконге

China Tourism Group работает в материковом Китае, Гонконге, Макао и 30 зарубежных странах. Штаб-квартиры расположены в Гонконге и Хайкоу, региональные офисы — в Пекине и Шэньчжэне, отделения — во всех крупных городах Китая. Визовые центры China Tourism Group выдают разрешения гражданам КНР на посещение Гонконга, Макао и Тайваня, а также принимают документы для получения гражданами КНР зарубежных туристических виз и получения иностранцами туристических виз КНР.  

### Структура
В состав China Tourism Group входит восемь основных бизнес-групп и более 650 совместных предприятий, дочерних и аффилированных компаний:
China Tourism Group Travel Services Co. Ltd. (CTG Travel) — крупнейшее в Китае туристическое агентство (въездной и выездной туризм, внутренний туризм, организация групповых и индивидуальных туров, обслуживание официальных делегаций, организация свадебных церемоний; деловой туризм, в том числе организация выставок, конференций и корпоративных мероприятий; медицинский и оздоровительный туризм; образовательный, культурный и спортивный туризм; бронирование авиабилетов и гостиниц; визовые и деловые услуги, в том числе услуги по сертификации). Имеет около 3 тыс. отделений по всей стране, 60 филиалов в 28 странах мира, 50 визовых центров в 25 странах мира; ежегодно принимает около 20 млн туристов. Среди крупнейших дочерних структур CTG Travel — CTG MICE Service Co. Ltd., CTG Business Trip Service Co. Ltd. и онлайн-платформа Ourtour. 

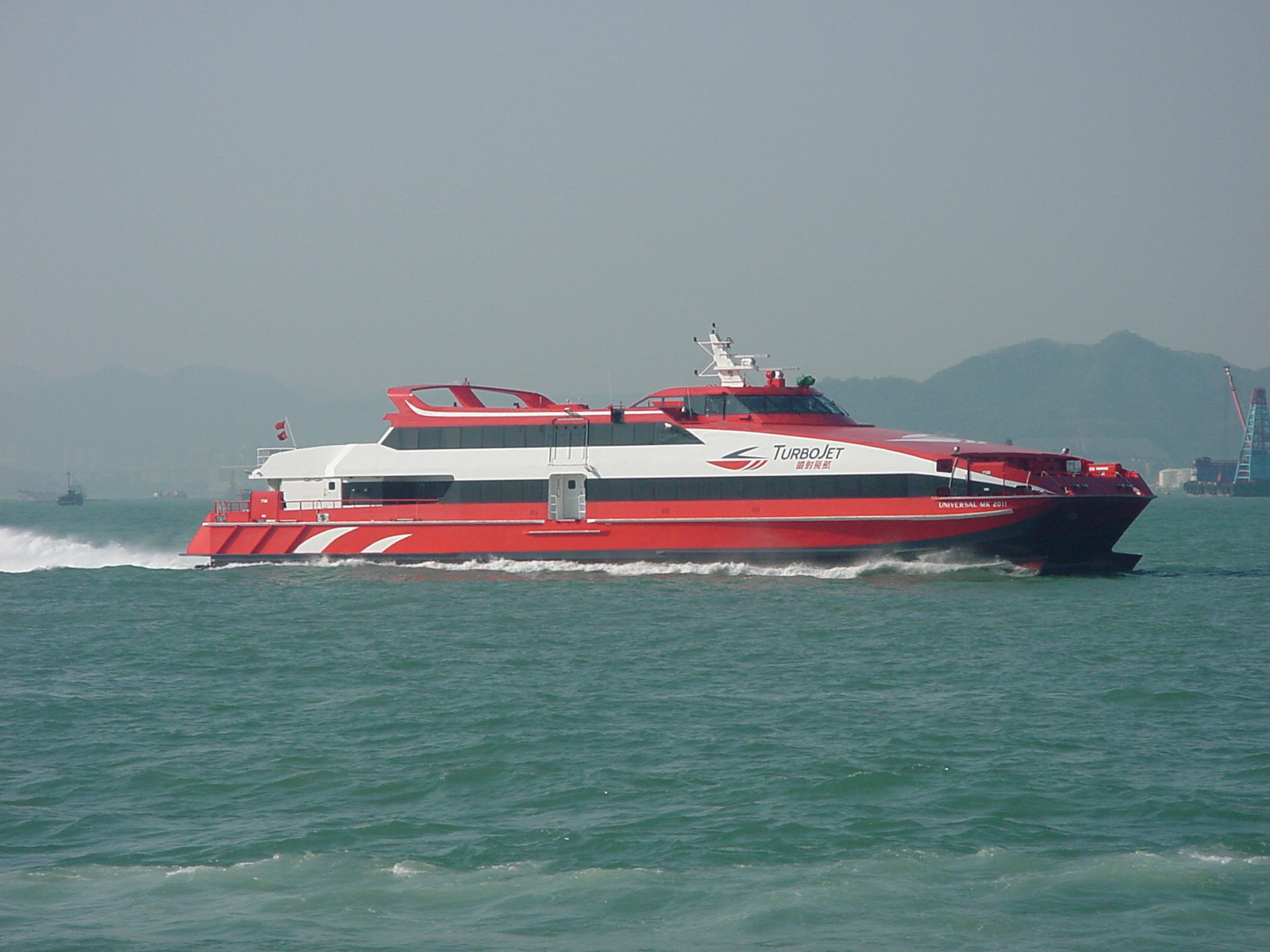
Скоростное судно TurboJET

China Travel International Investment Hong Kong Limited (CTG International) — крупная туристическая компания, в сферу интересов которой входят туристические достопримечательности, парки развлечений, тематические парки, курортные комплексы, спа-центры и отели, морские и автобусные перевозки, а также канатные дороги. Среди крупнейших активов CTG International — комплекс CTG Shapotou Tourist Resort и отель Desert Star в пустыне Тэнгэр (Шапотоу), комплекс CTG Ocean Spring Resort и тематический парк Mystery Island (Чжухай), комплекс CTG Ocean Spring Resort (Сяньян), комплекс CTG Anji Hele Valley (Аньцзи), комплекс New Century Senbo Resort (Дэцин), комплекс Ambala Island Resort (Мальдивы), сеть отелей и туристических лагерей CTG Bai Rui (Синьцзянь), тематический парк Window of the World (Шэньчжэнь), тематические парки Splendid China и Folk Culture Village (Шэньчжэнь), тематический парк Window of the World (Чанша), судоходная компания TurboJET (Гонконг, совместное предприятие China Tourism Group и Shun Tak Holdings), автобусная компания CTG Bus, компании CTG Landscape и CTG Intelligence (аналитические услуги), компания China Heaven Creation International Performing Arts Co. Ltd. (организация представлений и шоу), компания China Travel Hi-Tech Computer Hong Kong Limited (информационные услуги). Также CTG International обслуживает туристов, которые прибывают для осмотра озера Лугуху (Нинлан), старых погребов компании Luzhou Laojiao (Лучжоу), водопадов Дэтянь (Дасинь), наскальной живописи Хуашань (Нинмин) и пика Сюфэн (Лушань).  
China Tourism Group Investment Management Co. Ltd. (CTG Investment) — крупный оператор офисной, торговой и жилой недвижимости, основные активы которого сосредоточены в городах Гонконг, Шэньчжэнь, Гуанчжоу, Сямынь, Чэнду, Чунцин, Нинбо, Ханчжоу, Сучжоу, Циндао и Пекин. По состоянию на 2022 год в компании работало около 3 тыс. сотрудников, активы превышали 70 млрд юаней.  

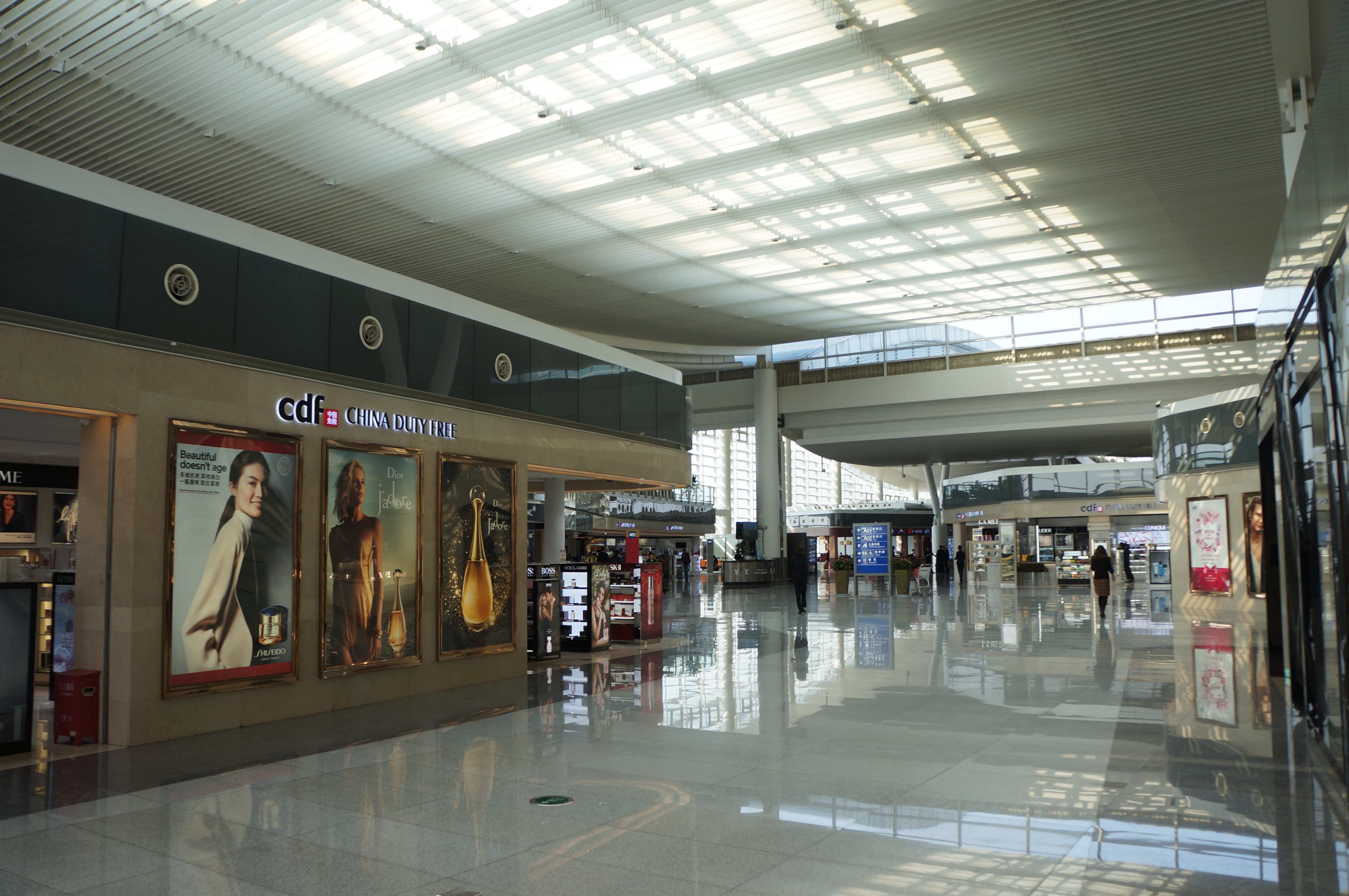
Магазин CDF в аэропорту Ханчжоу

China Tourism Group Duty Free Co. Ltd. (CTG Duty Free) — крупнейшая в Китае и Камбодже сеть магазинов беспошлинной торговли; компания контролирует более 200 магазинов под брендом CDF в аэропортах, на пограничных переходах, железнодорожных вокзалах и круизных лайнерах, продажи в самолётах, а также Sanya International Duty Free Shopping Complex на острове Хайнань и другие торговые центры. Ежегодно CTG Duty Free обслуживает более 200 млн китайских и иностранных туристов. По итогам 2022 года оборот составил 8,3 млрд долл., прибыль — 701,5 млн долл., активы — 11,6 млрд долл., в компании работало 16,8 тыс. человек. В 2023 году CTG Duty Free заняла 1112-е место в рейтинге Forbes Global 2000. 
China Tourism Group Hotel Holdings Co. Ltd. (CTG Hotels & Resorts) — крупная гостиничная корпорация, представленная в материковом Китае, Гонконге, Макао, Таиланде, Лаосе, Великобритании, Португалии и Бразилии; управляет более 200 гостиницами на 50 тыс. номеров, в том числе собственными сетями отелей Metropark, Grand Metropark, Metropark International, Kew Green, Traveler Inn и The Kimberley, а также по договорённости с британской InterContinental Hotels Group развивает в материковом Китае сети Holiday Inn и Crowne Plaza. Среди крупнейших дочерних структур CTG Hotel — Metropark Hotels и Kew Green Hotels.

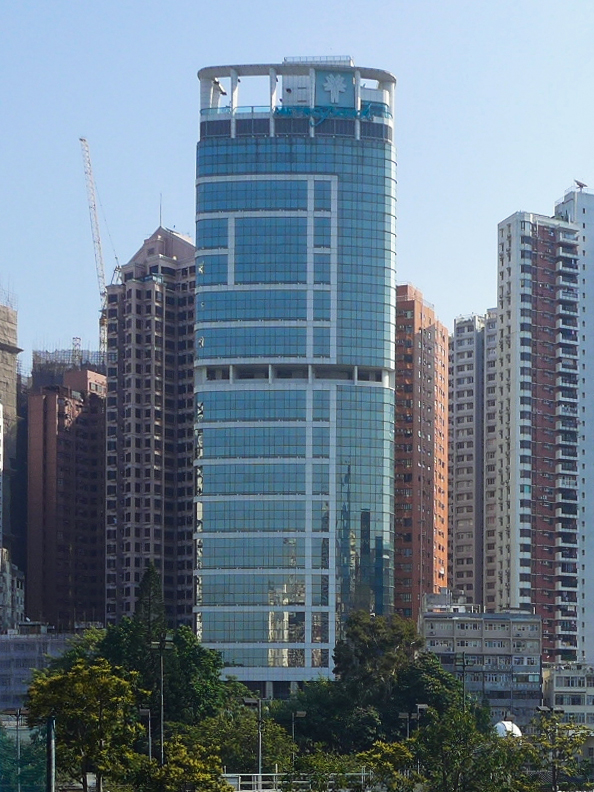
Отель Metropark Causeway Bay в Гонконге
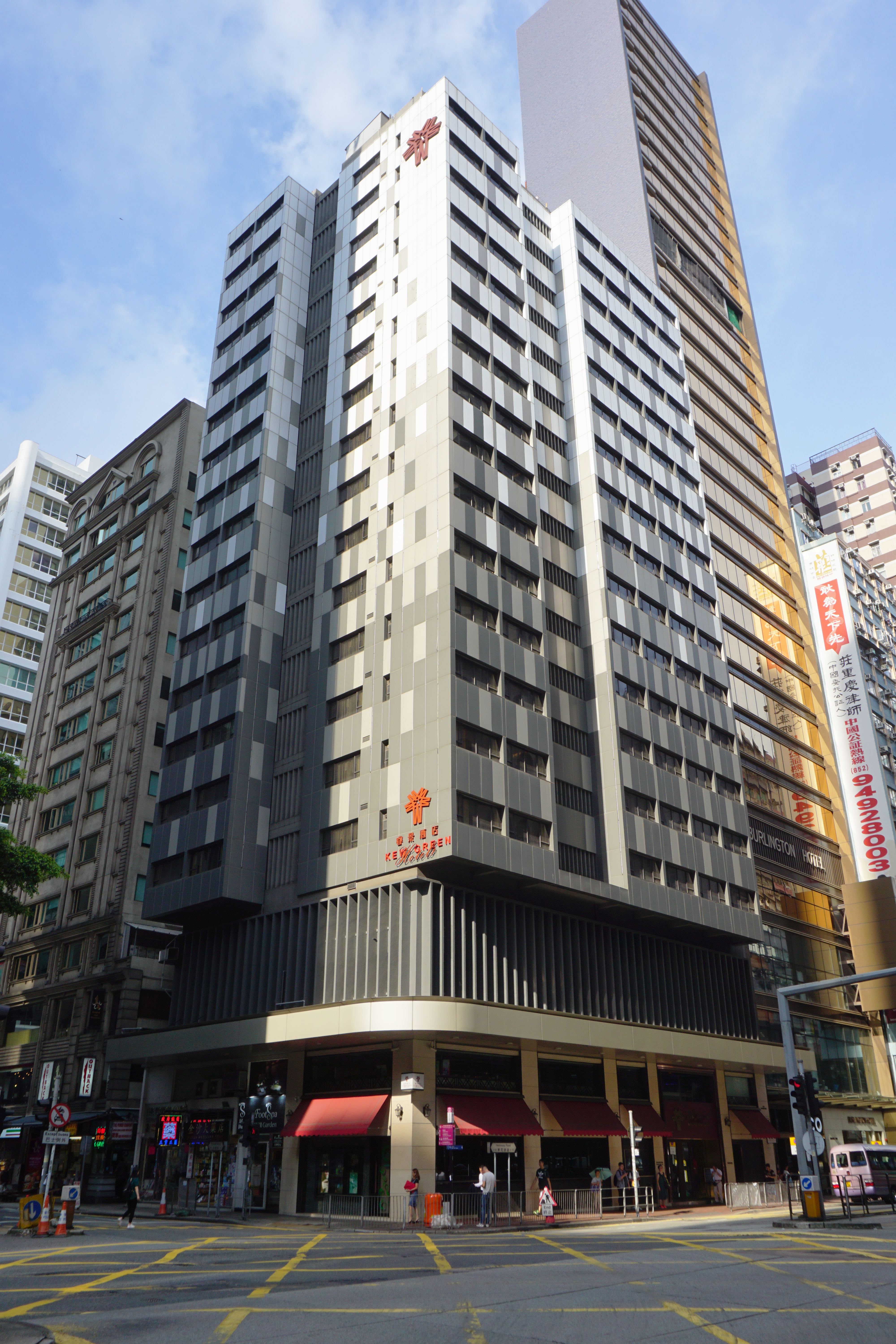
Отель Kew Green Wanchai в Гонконге
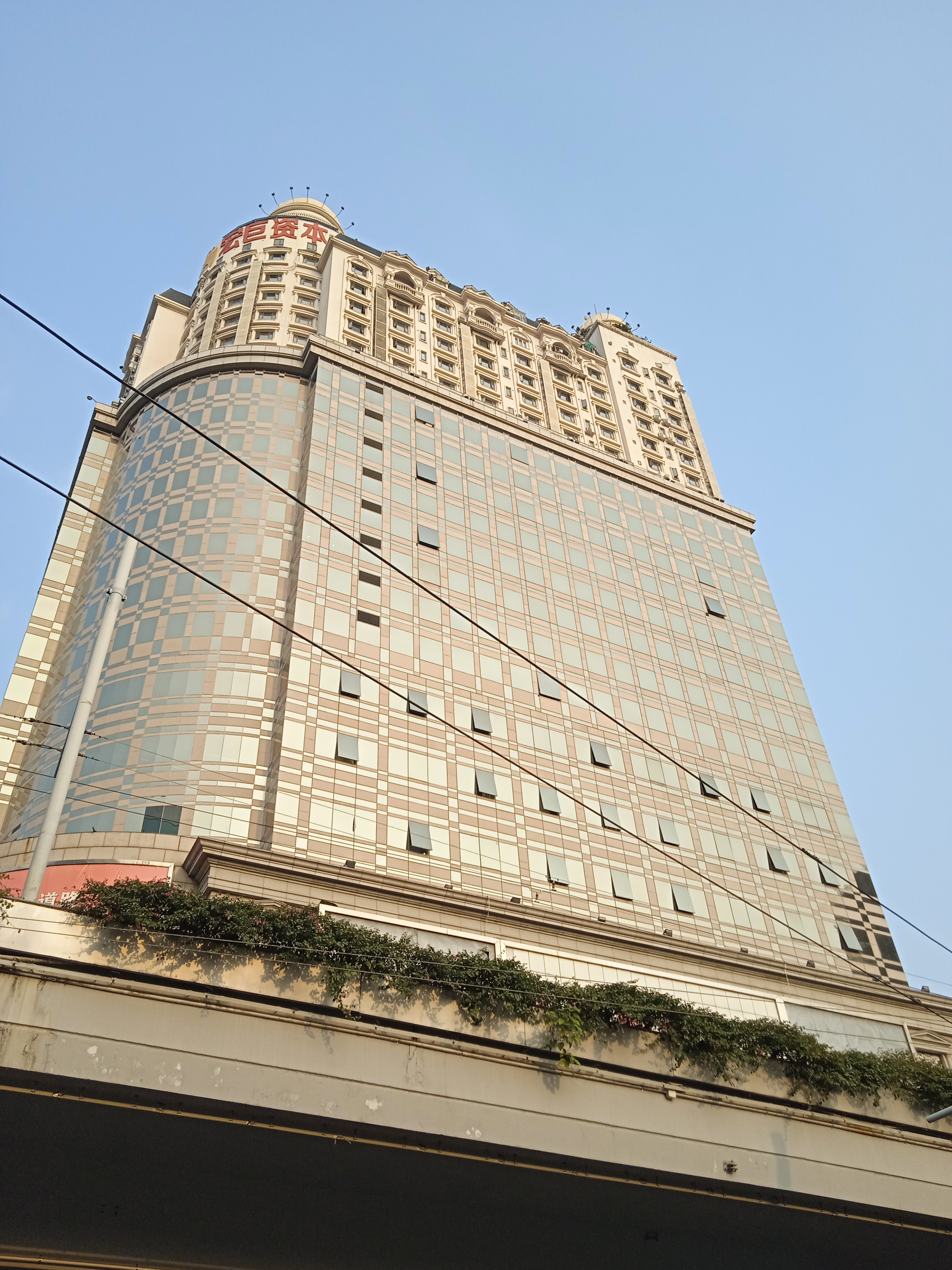
CTS Centre в Гуанчжоу
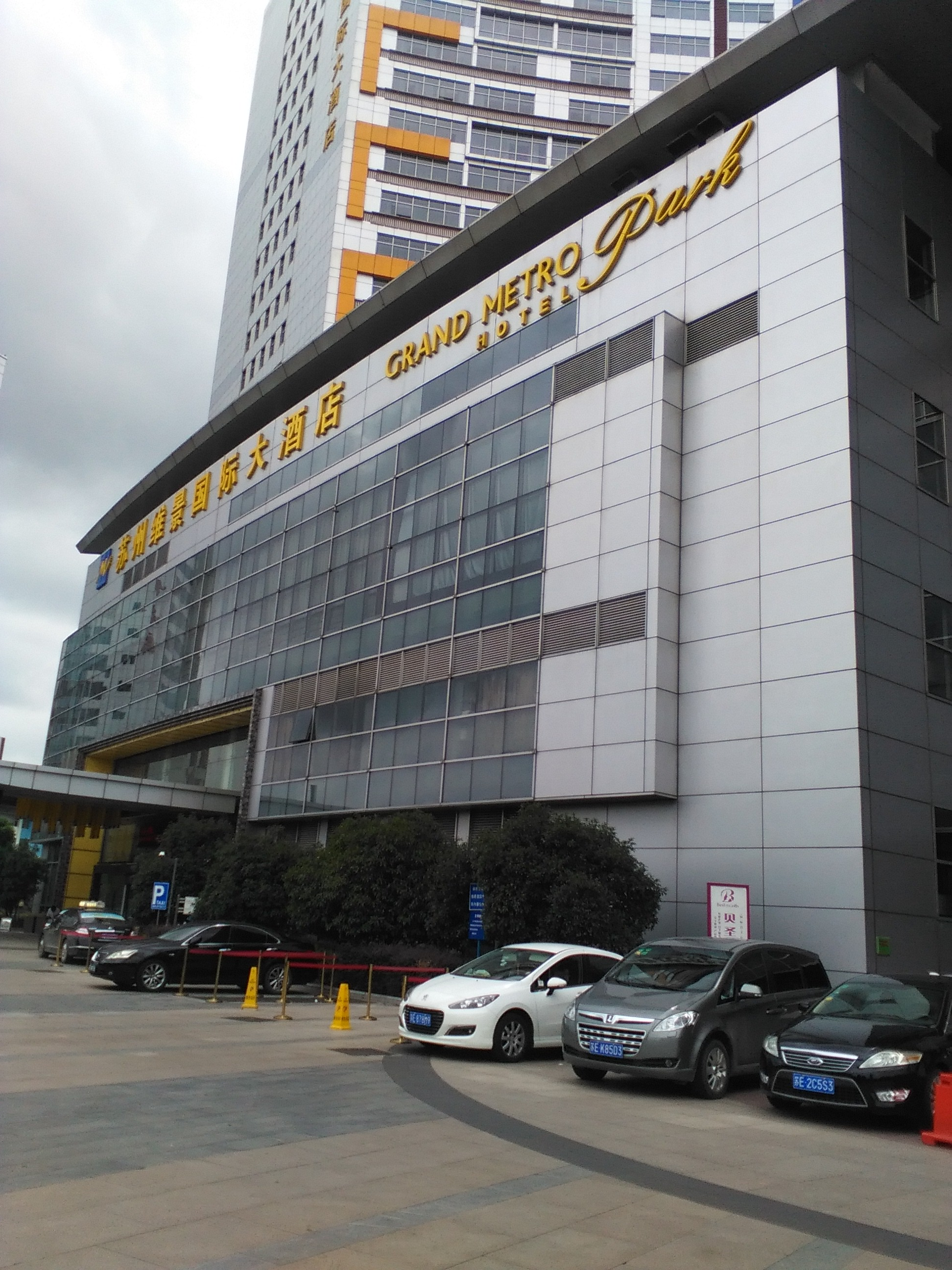
Отель Grand Metropark в Сучжоу

CTG Development Corporation Limited (CTG Development) — инвестиционный холдинг, в состав которого входят компании PrimeCredit Limited (потребительское кредитование и страхование в Гонконге); Kai Fu Property Services (управление недвижимостью в Гонконге, в том числе охрана и уборка домов, обслуживание и ремонт инженерных сетей); Wilson Service (охрана жилой, коммерческой и промышленной недвижимости в Гонконге); China Travel Insurance Advisers Hong Kong (страховые услуги корпоративным клиентам в Гонконге); Greater Bay Area Homeland Investments (инвестиционные услуги в Гонконге и Гуандуне); CTG Insurance Brokerage (страховые услуги в Шэньчжэне); CTG Financial Leasing (лизинг туристического оборудования в Шэньчжэне, в том числе судов и канатных дорог); CTG Industry Fund Management (инвестиционные услуги в Шэньчжэне); Zhongyuan Bank (банковские услуги в Чжэнчжоу, 8-й по величине городской коммерческий банк Китая). 
China Tourism Group Investment and Asset Management Co. Ltd. (CTG Asset) — инвестиционный и венчурный холдинг, образованный в результате слияния компаний CITS Group Corporation и China Travel Asset Management Company. Основными активами холдинга являются Wuhan Duoluokou Logistics Co. Ltd. (уханьский рынок Долокоу — крупнейший оптовый рынок строительных материалов и товаров для дома в Центральном Китае); CTG Automobile (услуги такси и туристических автобусных перевозок в Пекине); Star Travel Property Management Co. (управление объектами недвижимости в Пекине); RV Travel (развитие сети кемпингов для автодомов и проведение туристических выставок в сфере автомобильного туризма); Beijing Traveler Magazine Co. Ltd. (издание туристических журналов и справочников).
China Tourism Group Cruises Co. Ltd. (CTG Cruises) — крупнейшая круизная компания Китая, официально зарегистрированная на острове Хайнань. Среди основных дочерних структур CTG Cruises — Nanhai Cruises (совместное предприятие China Tourism Group, China COSCO Shipping и China Communications Construction Company, которое базируется в Санья) и Astro Ocean Cruise (совместное предприятие China Tourism Group и China COSCO Shipping, которое базируется в Гонконге и Сямыне).

## Галерея

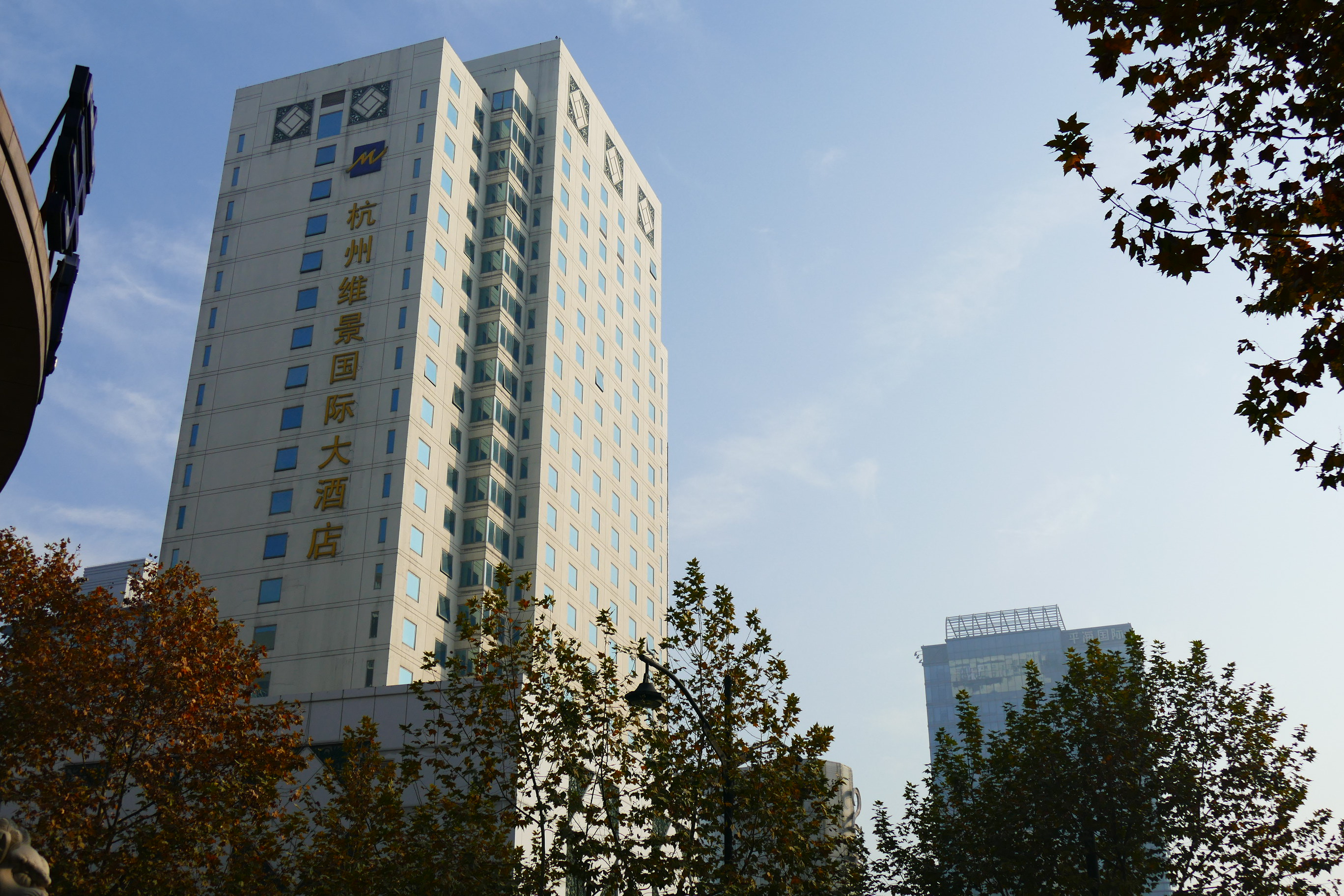
Отель Grand Metropark в Ханчжоу
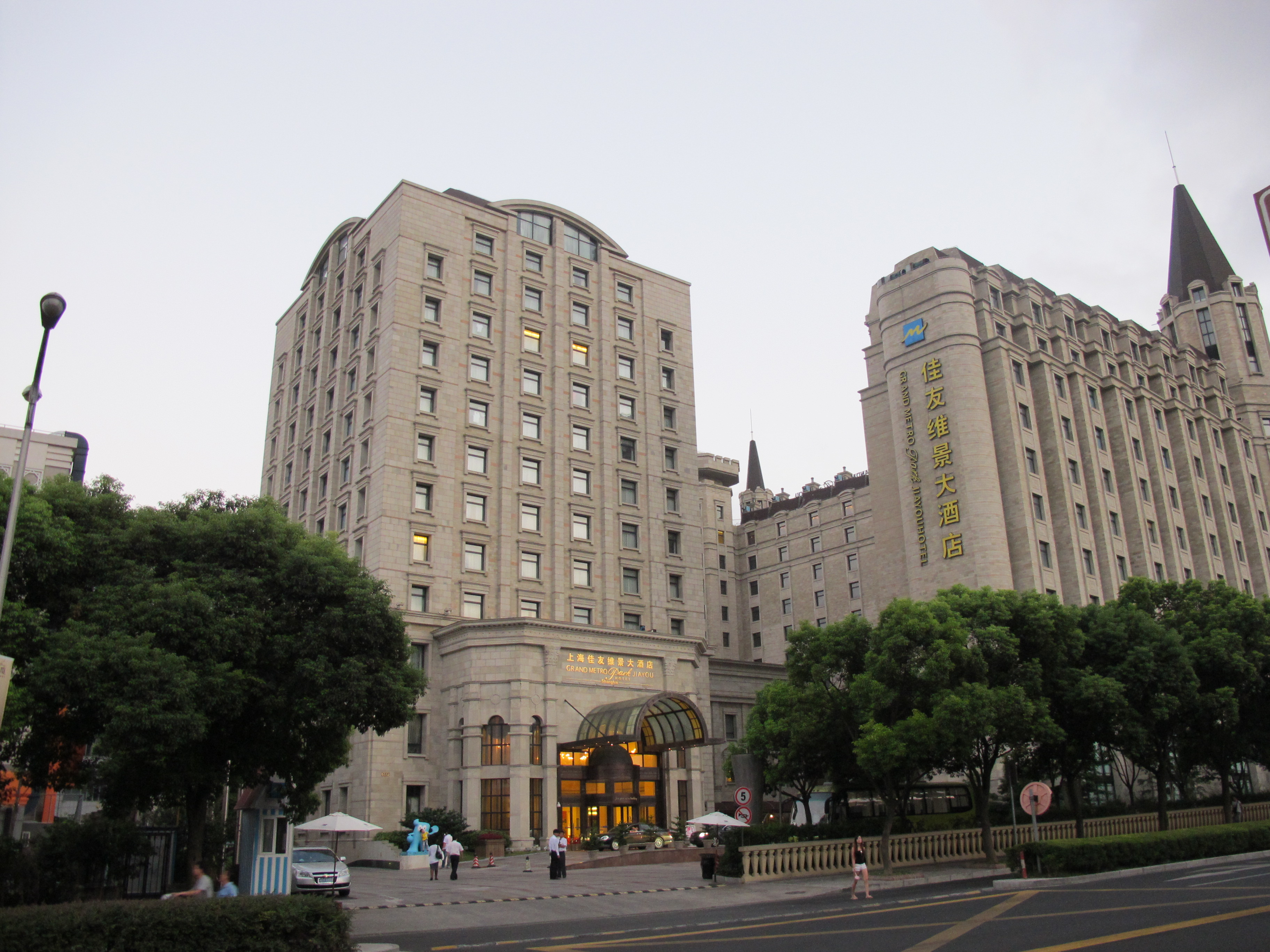
Отель Grand Metropark в Шанхае
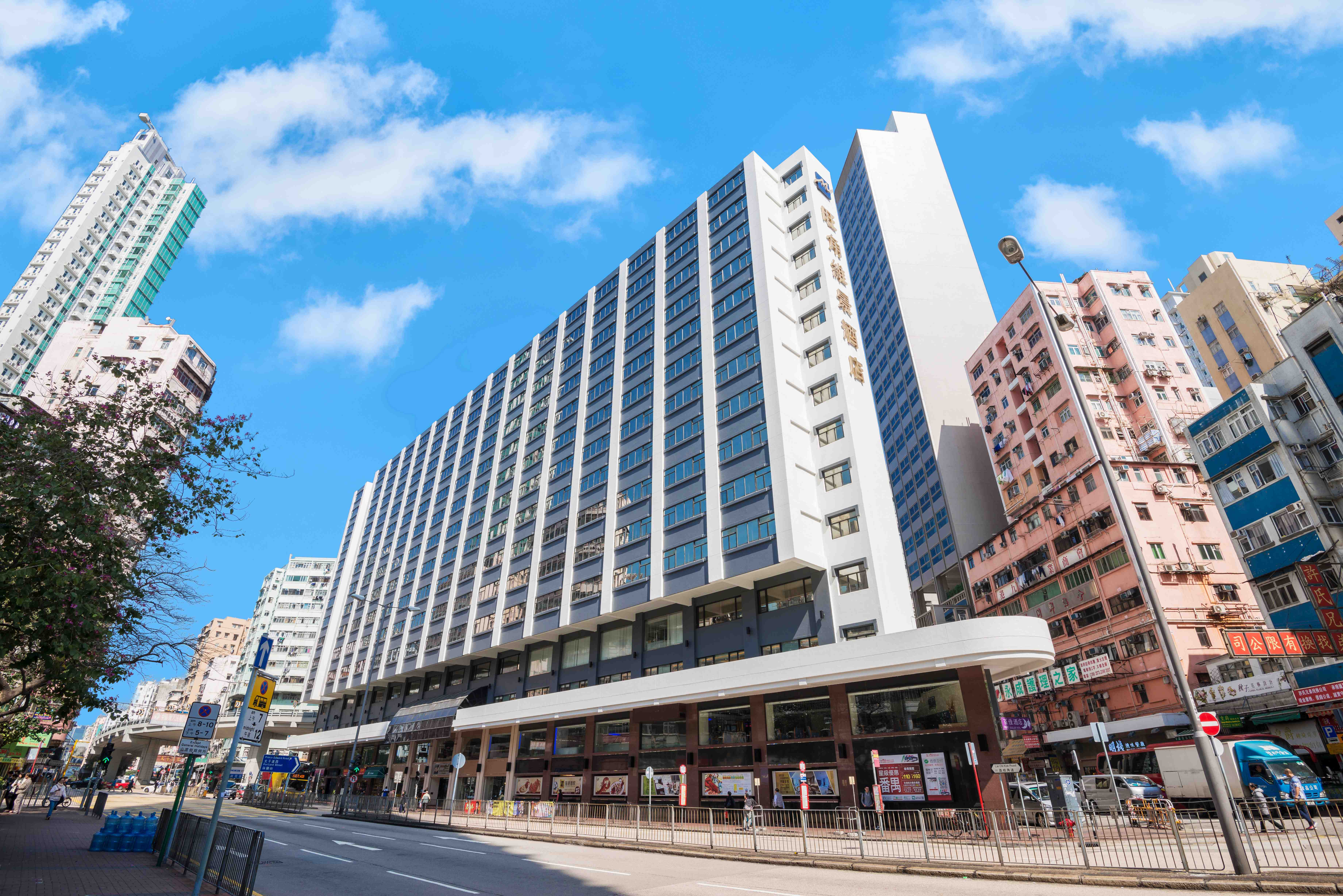
Отель Metropark Mongkok в Гонконге
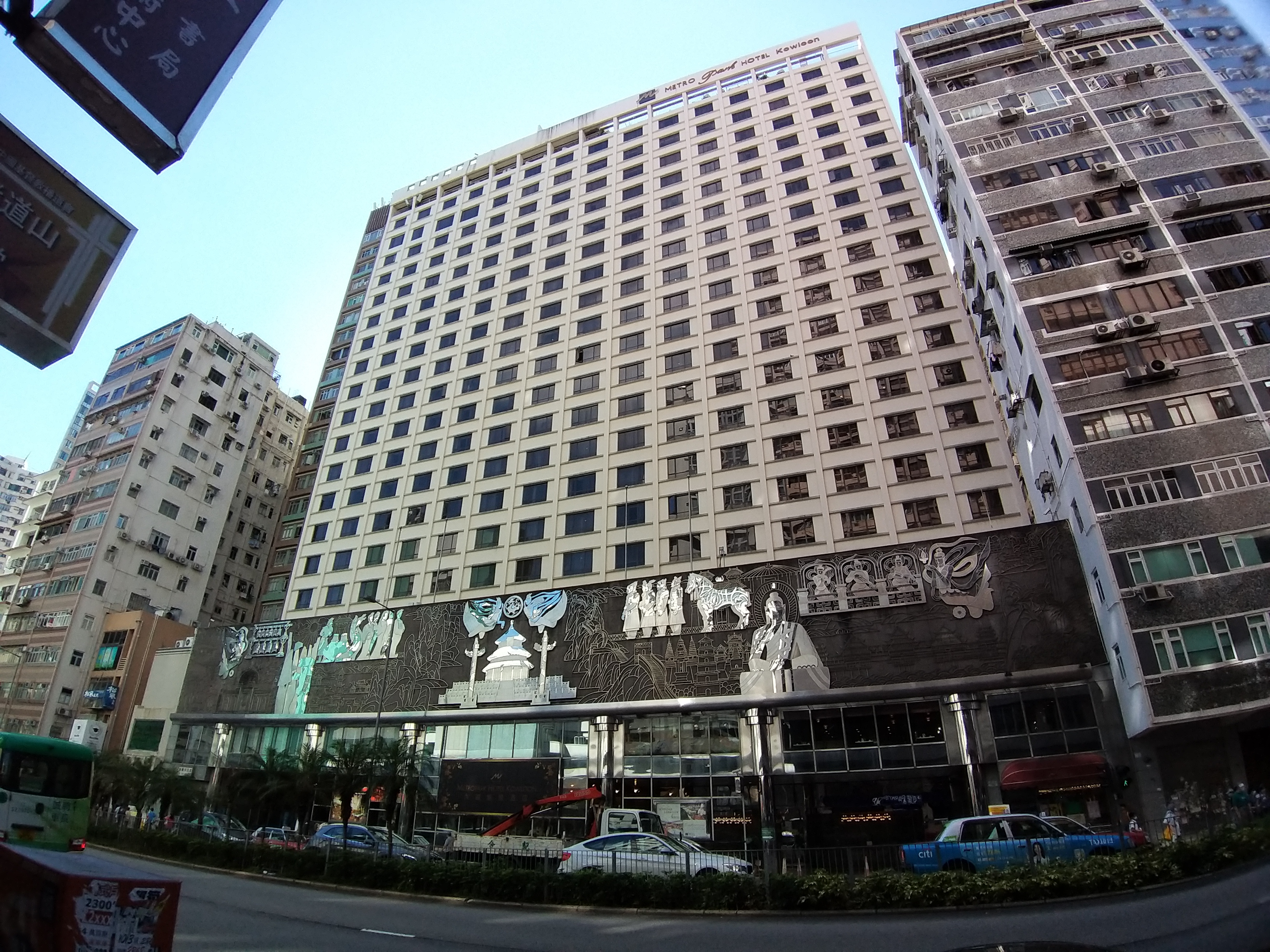
Отель Metropark Kowloon в Гонконге

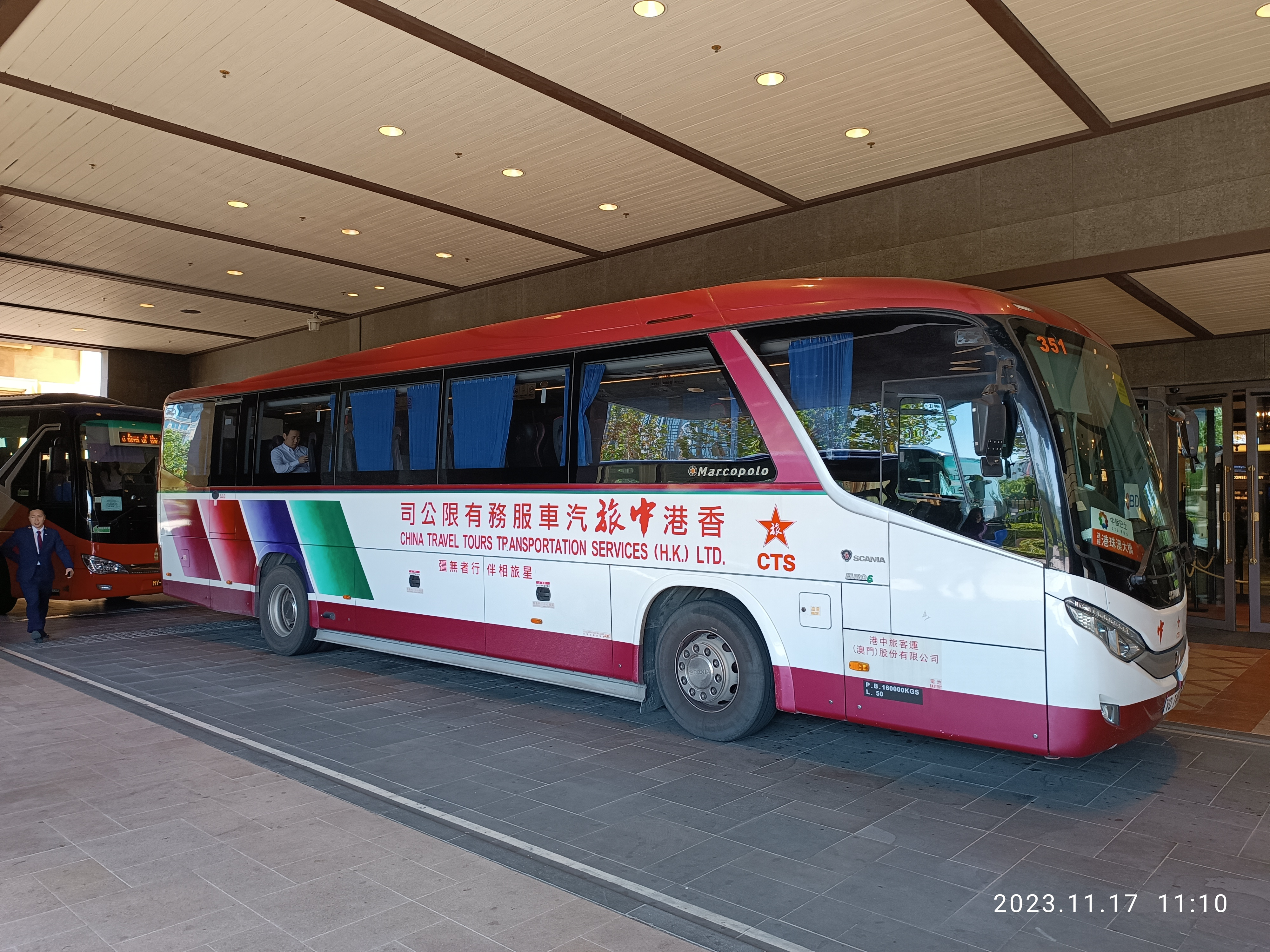
Автобус China Travel Service в Макао
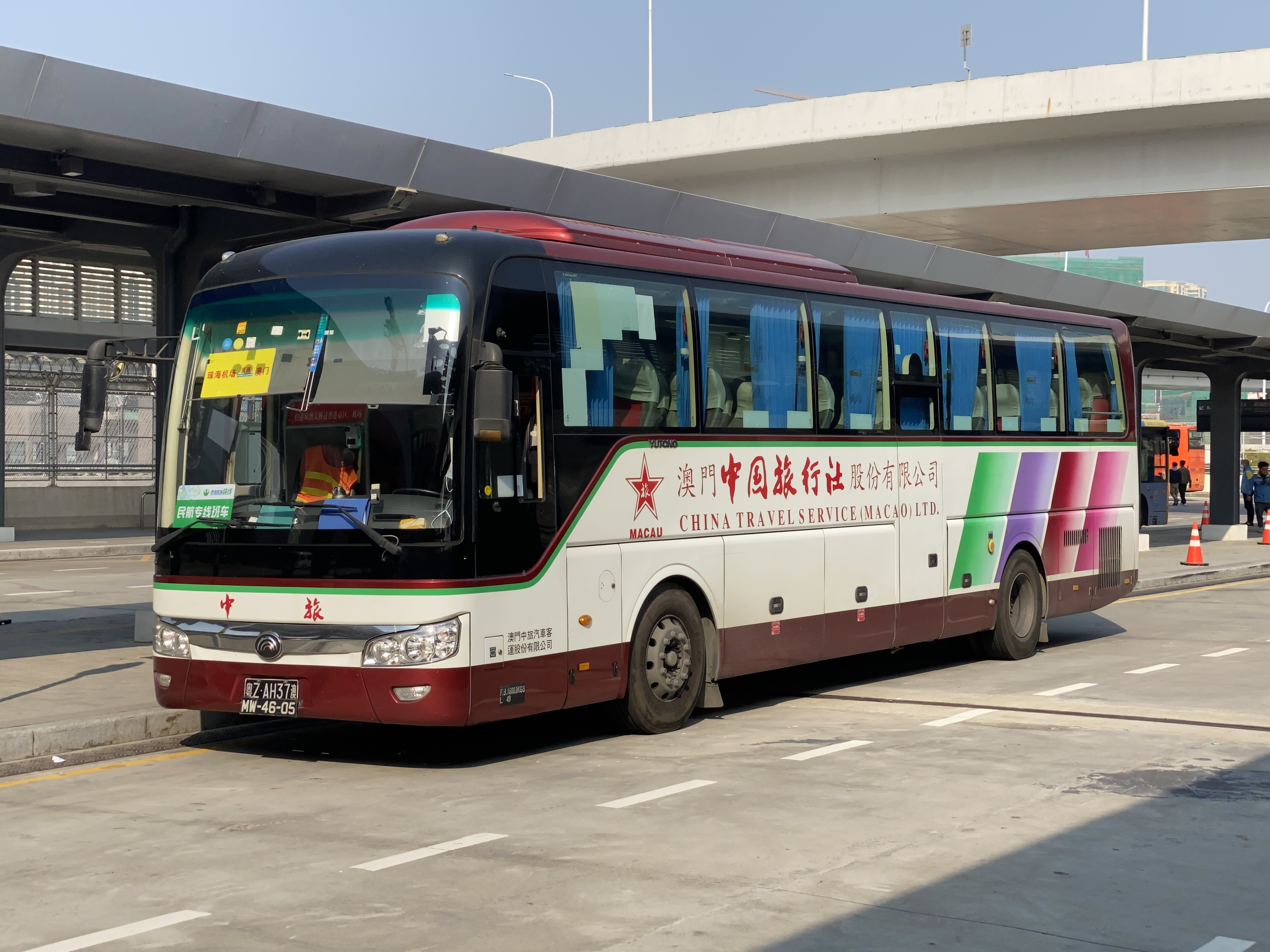
Автобус China Travel Service в Макао
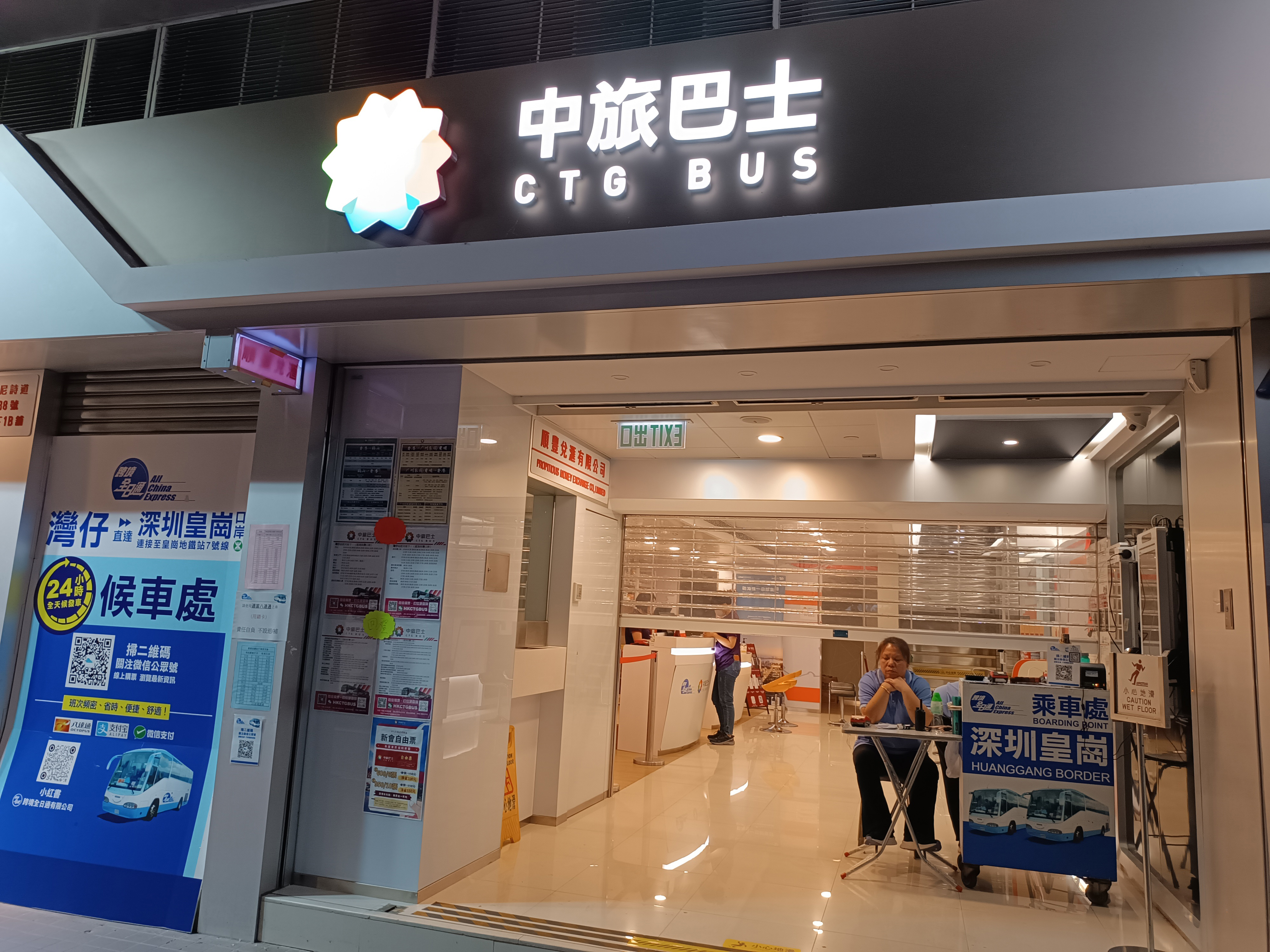
Офис CTG Bus в Гонконге
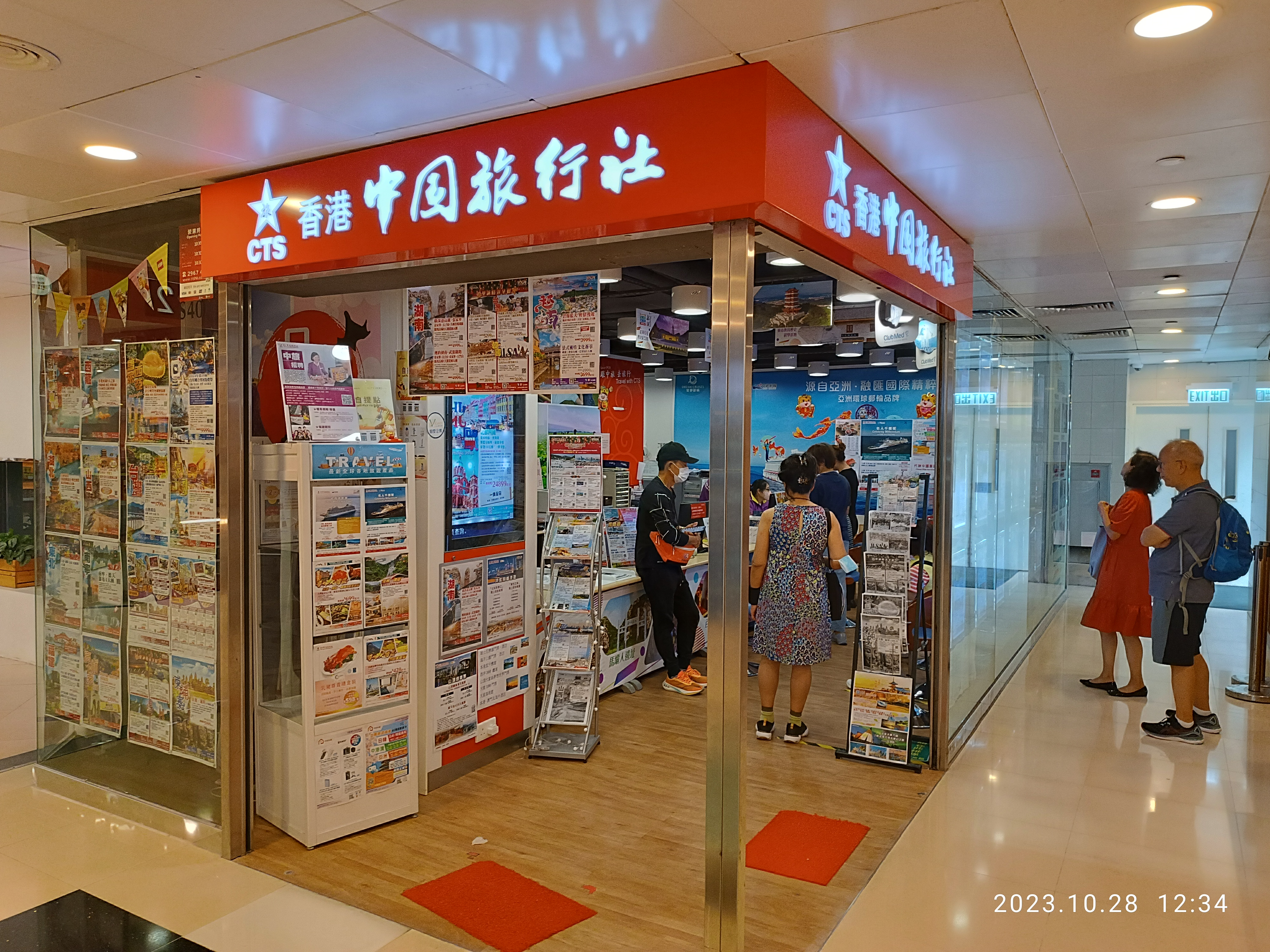
Офис China Travel Service в Гонконге

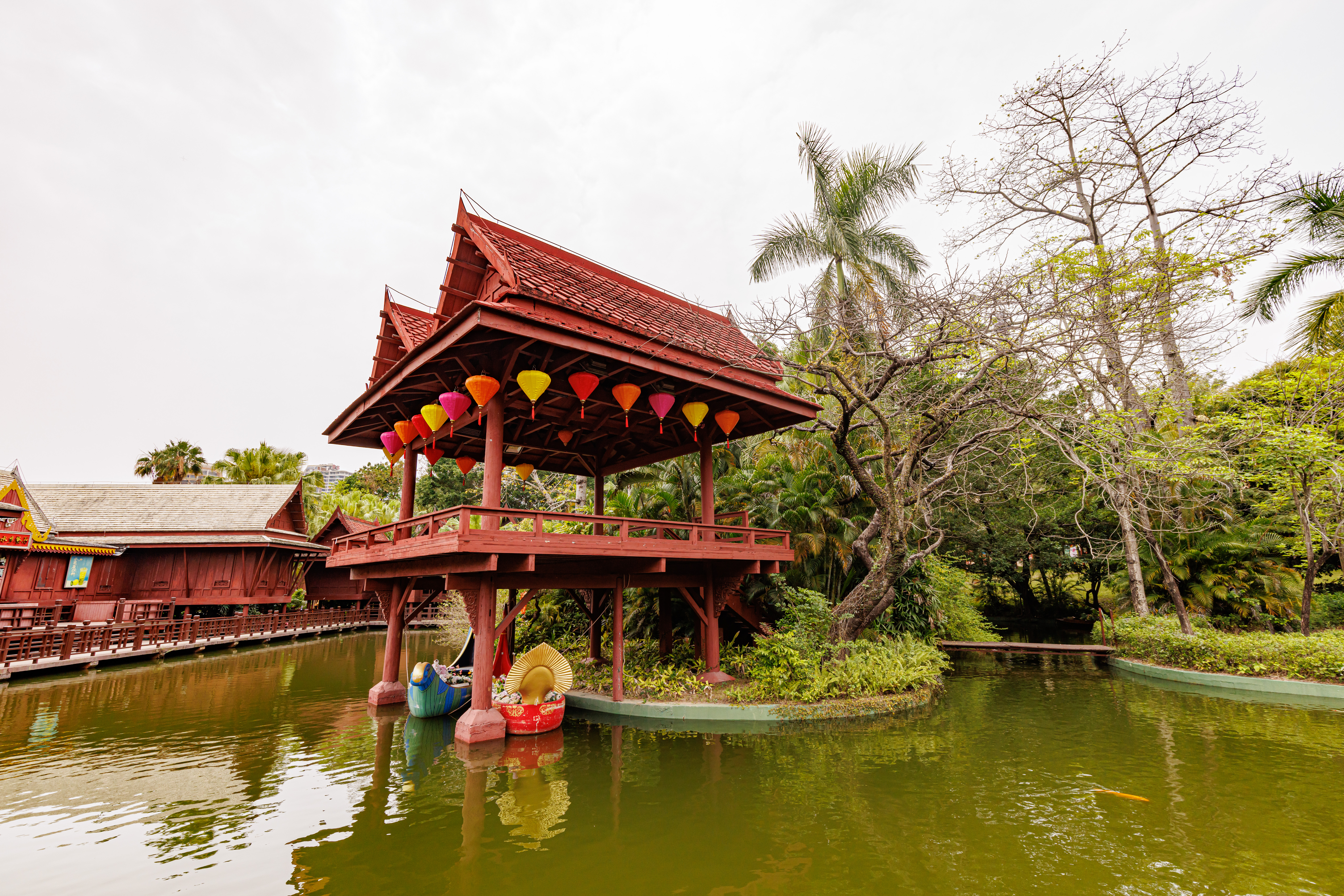
Парк Window of the World в Шэньчжэне
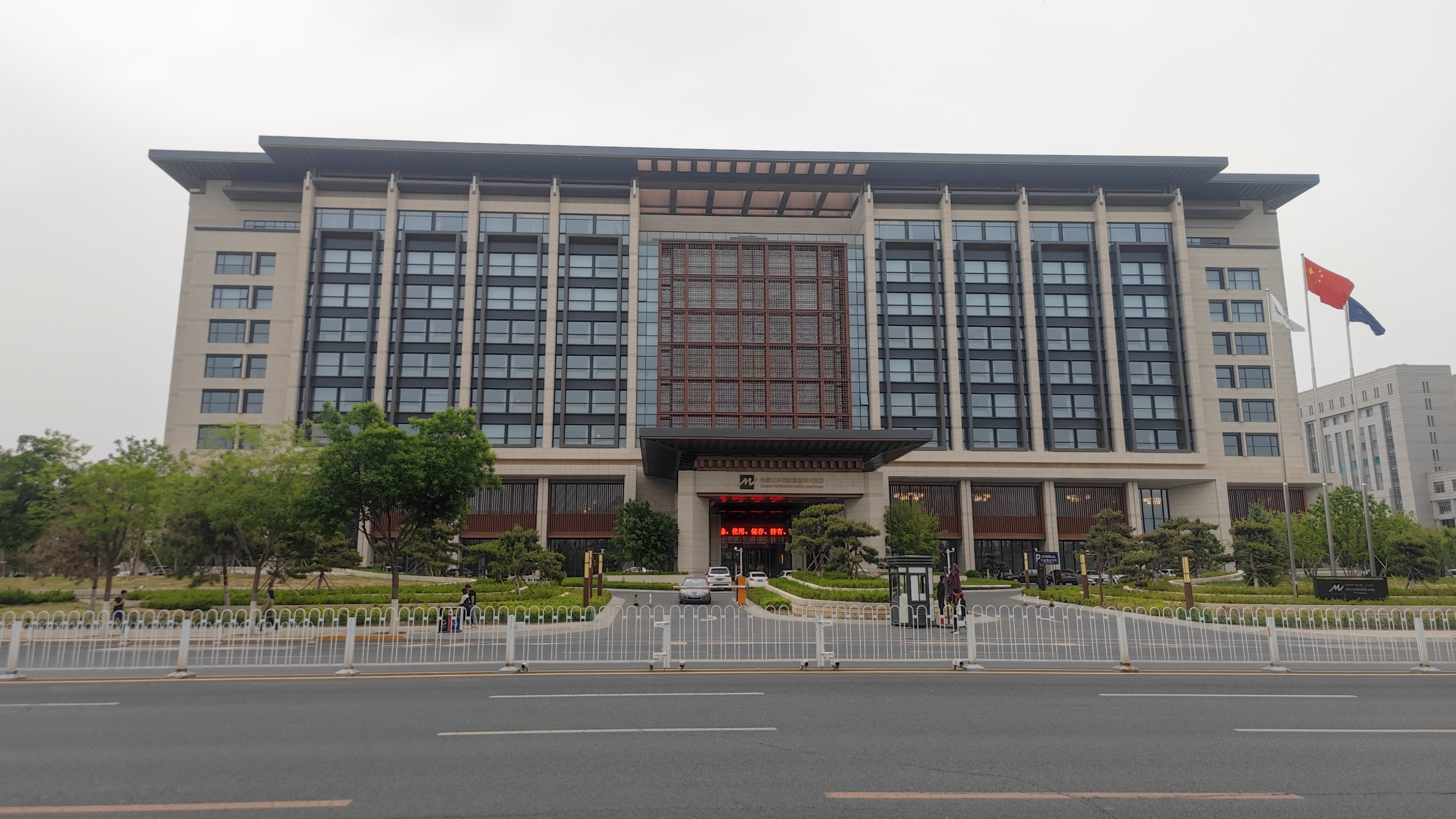
Отель Grand Metropark в Чжанцзякоу
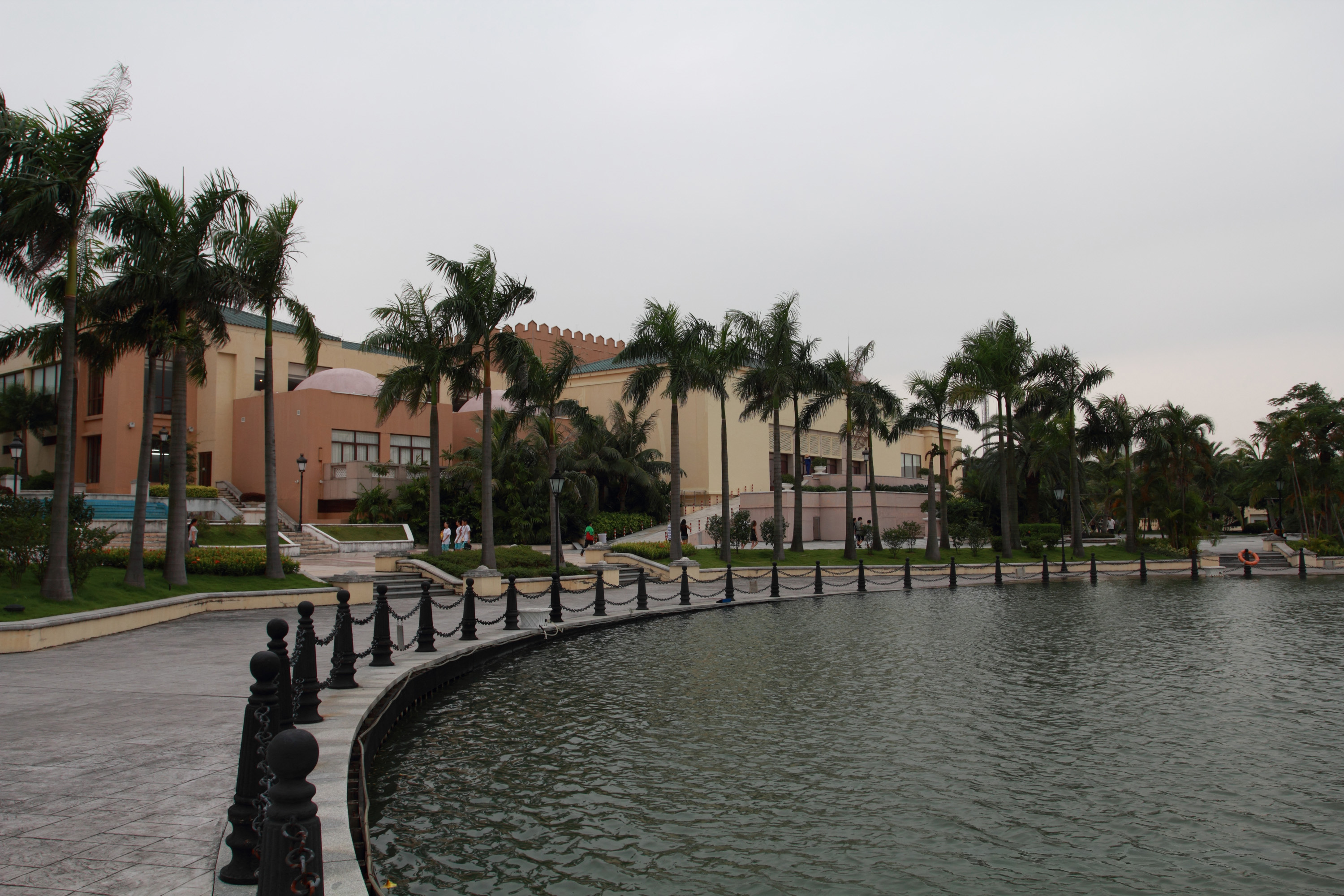
Комплекс Ocean Spring Resort в Чжухае
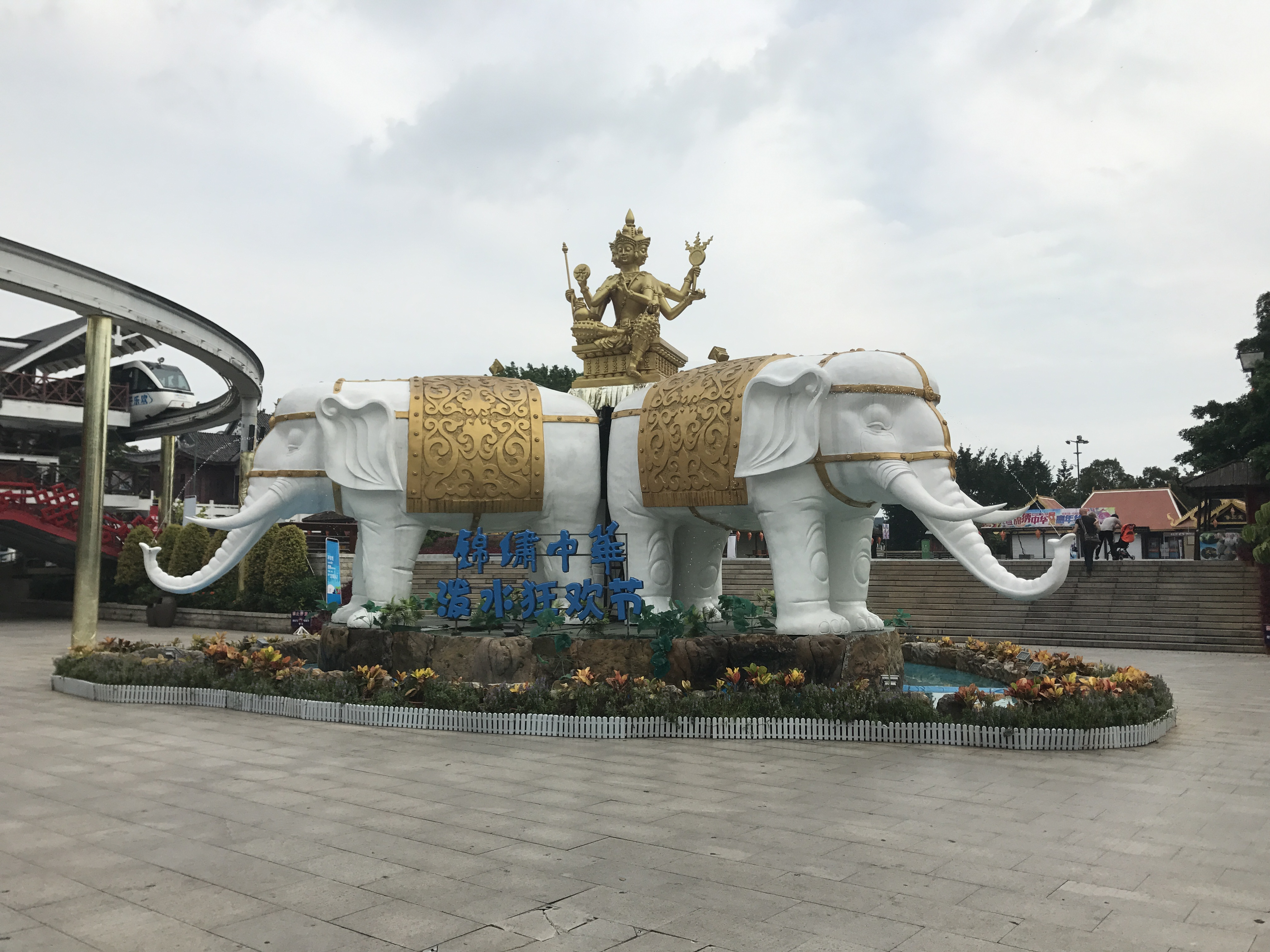
Парк Splendid China в Шэньчжэне